# Al-Anzi
Al-Anzi – wieś w Syrii, w muhafazie Al-Hasaka. W 2004 roku liczyła 338 mieszkańców.